# Spilogona broweri
Spilogona broweri är en tvåvingeart som beskrevs av Huckett 1973. Spilogona broweri ingår i släktet Spilogona och familjen husflugor.
Artens utbredningsområde är Maine. Inga underarter finns listade i Catalogue of Life.